# ComputerBase
ComputerBase ist ein deutsches IT-Onlinemagazin, welches von der ComputerBase GmbH in Berlin betrieben und mithilfe von Werbung und Abo-Modellen finanziert wird. Es erreicht monatlich rund 2,5 Millionen Nutzer. Der Schwerpunkt der Website liegt in tagesaktuellen Meldungen rund um Computer- und Telekommunikationstechnik sowie Testberichten. In das Portal integriert ist eine Diskussionsplattform, das ComputerBase Forum.

## Geschichte
Mit einer Subdomain ging die Webseite unter dem damaligen Namen TommyHPC am 16. April 1999 online. Im Jahre 2000 wurde der Name in ComputerBase geändert. Nach vier vorangegangenen Überarbeitungen der Webseite in den Jahren 2001, 2003, 2008 und 2010 ist seit März 2015 die aktuelle Version ComputerBase 6.0 online.
Im Januar 2012 zählte die Webseite über elf Millionen Besuche und rund 41 Millionen Seitenaufrufe. Damit gehört ComputerBase zu den am häufigsten frequentierten Seiten des Genres. Mit über zwölf Millionen Beiträgen und rund 300.000 Benutzern reiht sich das ComputerBase-Forum international zwischen den 40 lebendigsten Internetforen (Boards) ein. Unter den deutschen Internetforen gehört das Forum zu den drei aktivsten.
Eine 2005 gestartete Kooperation mit Lycos endete im November 2008 mit der Auflösung des Werbepartners. Am 13. Februar 2009 erfolgte die Umwandlung von der ComputerBase Medien GbR zur ComputerBase GmbH. Ab April 2009 war Platform-A Werbepartner und Vermarkter, ab April 2010 dann freeXmedia. Seit Juni 2016 übernimmt Hi-Media diese Aufgabe.

## Fernsehauftritte
In der Sendung vom 15. Juni 2010 des Sat.1-Magazins Akte 20.10 informierte ein freier Redakteur von ComputerBase über die Datensicherheit des Social Networks Facebook. Bei Planetopia gab ein Redakteur vor Einführung von Windows Vista ein Interview, wobei die Neuerungen des Betriebssystems beschrieben wurden. Dem gingen drei weitere Fernsehauftritte 2002, 2003 und 2004 bei GIGA voraus.